# Hortipes sceptrum
Hortipes sceptrum là một loài nhện trong họ Corinnidae.
Loài này thuộc chi Hortipes. Hortipes sceptrum được miêu tả năm 2000 bởi Bosselaers & Rudy Jocqué.